# Teva I Uta
Teva I Uta es una comuna francesa situada en la subdivisión de Islas de Barlovento, que forma parte de la colectividad de ultramar de Polinesia Francesa.

## Composición
Está formada por la unión de las dos comunas asociadas de Mataiea y Papeari, que abarcan una fracción de la isla de Tahití y dos de sus motus:
| Comuna asociada de Mataiea    |                  |                  |                    |
| Fracción de la isla de Tahití | Población (2012) | Superficie (km²) | Densidad (hab/km²) |
| Mataiea                       | 4723             | 70               | 68                 |
| Islotes                       | Población (2012) | Superficie (km²) | Densidad (hab/km²) |
| Mapeti                        | -                | -                | -                  |
| Puuru                         | -                | -                | -                  |
| Comuna asociada de Papeari    |                  |                  |                    |
| Fracción de la isla de Tahití | Población (2012) | Superficie (km²) | Densidad (hab/km²) |
| Papeari                       | 4675             | 49.5             | 95                 |

## Demografía
| Gráfica de evolución demográfica de Teva I Uta entre 1971 y 2012 |
|                                                                  |

Fuente: Insee